# Odensalakyrkan
Odensalakyrkan är en kyrkobyggnad i Östersunds kommun. Den är församlingskyrka i Östersunds församling, Härnösands stift.

## Kyrkobyggnaden
Kyrkan uppfördes åren 1984-1985 efter ritningar av arkitekt Jörgen Grönvik och invigdes 8 december 1985. Byggnaden har en stomme av betong och ytterväggar belagda med rödmålad träpanel. I mitten finns en kyrksal som omges av mindre lokaler för olika verksamheter.

## Inventarier
Altaruppsats och dopskål är tillverkade av silversmed Kerstin Öhlin-Lejonklou i Östersund. I kyrkorummet finns tre bildsviter målade av Arne Isacsson, Stockholm.

### Webbkällor
- Information från församlingen